# Универсален войник
„Универсален войник“ (на английски: Universal Soldier) е американски военен научнофантастичен екшън филм от 1992 година на режисьора Роланд Емерих, продуциран от Алън Шапиро, Грег Баумгартен и Джоел Б. Майкълс, по сценарий на Ричард Ротщейн, Кристофър Леитч и Дийн Девлин. Филмът разказва историята на Люк Девро, бивш американски войник, който е убит във Виетнамската война през 1969 г. Филмът излиза на екран на 10 юли 1992 г. от TriStar Pictures.

## Актьорски състав
| Актьор               | Роля                                                            |
| -------------------- | --------------------------------------------------------------- |
| Жан-Клод Ван Дам     | редник Люк Деверо / универсален войник GR44                     |
| Крис ван Варенберг   | младия Люк Деверо (не е посочен в надписите)                    |
| Долф Лундгрен        | сержант Андрю Скот / универсален войник GR13                    |
| Али Уокър            | Вероника Робъртс – журналистка                                  |
| Ед О'Рос             | полковник Пери – командир на група универсални войници          |
| Ерик Норис           | универсален войник GR86                                         |
| Леон Рипи            | Удуърд                                                          |
| Майкъл Джай Уайт     | войник                                                          |
| Томи Листър          | универсален войник GR55                                         |
| Джери Орбах          | д-р Кристофър Грегор – създател на проекта „Универсален войник” |
| Тико Уелс            | Гарт                                                            |
| Робърт Требор        | собственик на мотел                                             |
| Юджийн Дейвис        | лейтенант                                                       |
| Дрю Снайдер          | Чарлз                                                           |
| Джоан Барон          | Бренда                                                          |
| Алън Граф            | Ханк                                                            |
| Джоузеф Малоун       | Хюи Тейлър                                                      |
| Ралф Мьолер          | универсален войник GR76                                         |
| Ралф Мьолер          | Джон Деверо – баща на Люк                                       |
| Лилян Шовин          | г-жа Деверо – майка на Люк                                      |
| Нед Белами           | агент на ФБР                                                    |
| Томас Розалес младши | Вагнер – терористичен лидер                                     |
| Джордж Фишър         | патрулен                                                        |
| Трини Тран           | виетнамка                                                       |
| Тай Тай              | виетнамец                                                       |

## Български дублажи
| Озвучаващи артисти | Даринка Митова Чавдар Монов Станислав Пищалов |

| Озвучаващи артисти | Ани Василева Даниел Цочев Мариан Маринов Калин Сърменов |

| Озвучаващи артисти | Милена Живкова Георги Георгиев-Гого Борис Чернев Николай Николов |

| Озвучаващи артисти  | Десислава Знаменова Васил Бинев Здравко Методиев Александър Митрев Георги Георгиев-Гого |
| Преводач            | Тония Микова                                                                            |
| Редактор            | Луиза Топузян                                                                           |
| Тонрежисьор         | Венсан Мазманян                                                                         |
| Режисьор на дублажа | Красимир Куцупаров                                                                      |

| Озвучаващи артисти  | Даниела Йорданова Елисавета Господинова Николай Николов Георги Георгиев-Гого Здравко Методиев Александър Воронов |
| Преводач            | Благовест Костадинов                                                                                             |
| Тонрежисьор         | Димитър Кукушев                                                                                                  |
| Режисьор на дублажа | Димитър Кръстев                                                                                                  |